# Anotylus

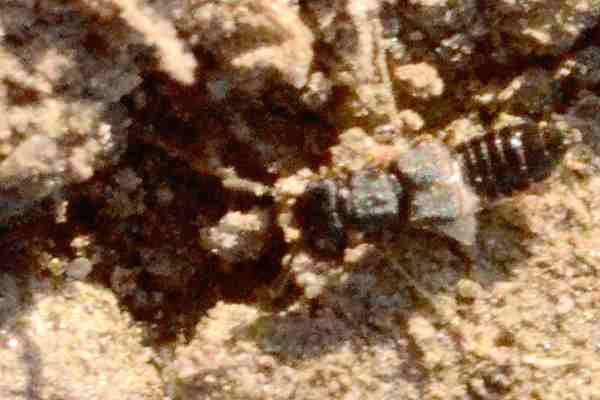
Anotylus tetracarinatus

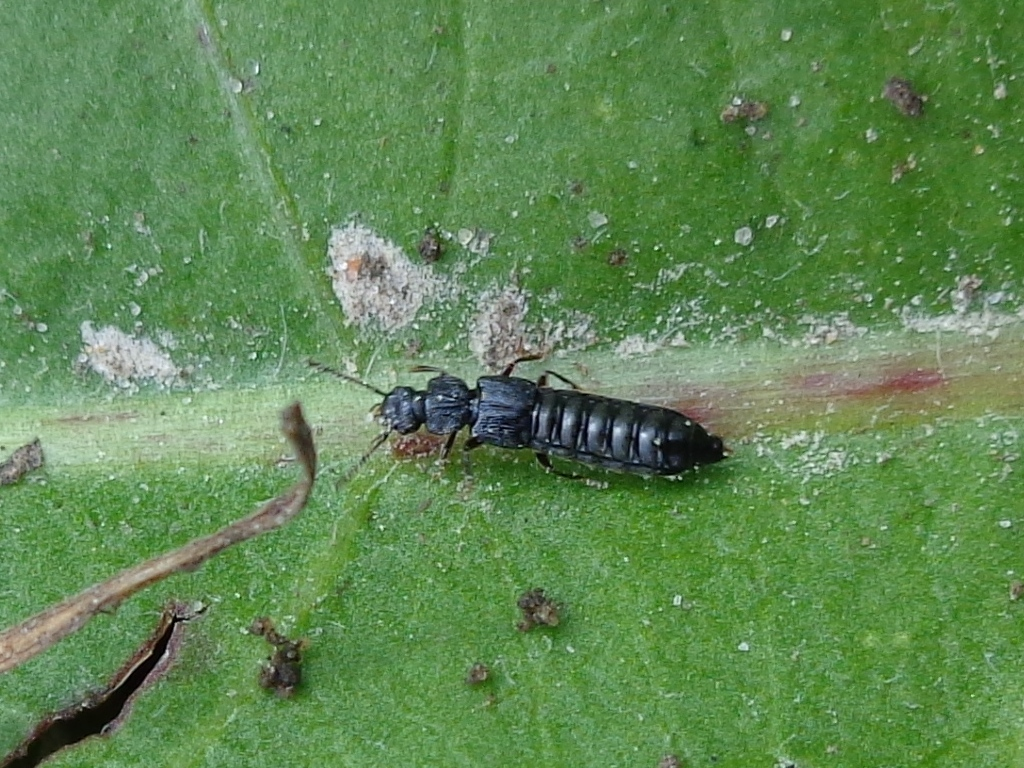
Anotylus rugosus

Anotylus – rodzaj chrząszczy z rodziny kusakowatych, podrodziny Oxytelinae i plemienia Oxytelini.
Rodzaj ten opisany został w 1859 roku przez Carla Gustafa Thomsona. Jego gatunkiem typowym wyznaczył on Oxytelus sculpturatus.
Ciało zwykle ciemne. Na przedpleczu i pokrywach podłużne szczeliny i/lub listewki. Części pokryw między szwem a rzędami przyszwowymi gładkie lub z dodatkową podłużną bruzdą. Na tarczce obecne wgłębienie w kształcie liścia koniczyny. Przednie i tylne odnóża zaadaptowane do kopania dzięki szczecinkom na zewnętrznych krawędziach goleni. Pierwsze człony stóp tak długie jak drugie. Bruzdy przynasadowe widocznych segmentów odwłoka od III do VII zakrzywione, a I prosta.
Rodzaj kosmopolityczny, znany ze wszystkich kontynentów oprócz Antarktydy.
Należy tu ponad 350 opisanych gatunków, w tym:
- Anotylus abnormalis Cameron, 1938
- Anotylus aciculatus Bernhauer, 1936
- Anotylus aeneotinctus Cameron, 1930
- Anotylus aethiops Bernhauer, 1931
- Anotylus affinis Czwalina, 1870
- Anotylus africanus Luze, 1904
- Anotylus alienus Cameron, 1943
- Anotylus aliiceps Cameron, 1950
- Anotylus alpicola Casey, 1894
- Anotylus alternans Cameron, 1930
- Anotylus amicus Bernhauer, 1923
- Anotylus andrewesi Cameron, 1930
- Anotylus antennarius Bernhauer, 1907
- Anotylus anticus Fauvel, 1904
- Anotylus antipodum Bernhauer, 1908
- Anotylus apicalis Fauvel, 1878
- Anotylus arecae Cameron, 1929
- Anotylus armatifrons Sharp, 1887
- Anotylus armifrons Cameron, 1940
- Anotylus asperiventris Fauvel, 1903
- Anotylus athenensis R. Dvořák, 1954
- Anotylus atriceps Fauvel, 1904
- Anotylus bacillus Bernhauer, 1915
- Anotylus bakeri Bernhauer, 1915
- Anotylus balbalanensis Bernhauer, 1936
- Anotylus barbiellinii Bernhauer, 1908
- Anotylus bernhaueri Ganglbauer, 1898
- Anotylus besucheti Hammond, 1975
- Anotylus bidentatus Bernhauer, 1936
- Anotylus bigemmatus Fauvel, 1905
- Anotylus birmanus Cameron, 1930
- Anotylus biroi Steel, 1956
- Anotylus bispinosus Bernhauer, 1936
- Anotylus bogorensis Herman, 2001
- Anotylus borneensis Cameron, 1933
- Anotylus breviceps Casey, 1894
- Anotylus brevipennis Fauvel, 1872
- Anotylus brincki Scheerpeltz, 1974
- Anotylus bruchi Bernhauer, 1939
- Anotylus brunneipennis W. J. MacLeay, 1873
- Anotylus brunneus Bernhauer, 1932
- Anotylus bryanti Cameron, 1941
- Anotylus bubalus Fauvel, 1904
- Anotylus bururianus Cameron, 1956
- Anotylus cadaverinus Cameron, 1942
- Anotylus caffer Erichson, 1840
- Anotylus cameroni Scheerpeltz, 1933
- Anotylus carinipennis Cameron, 1951
- Anotylus cavicola Bernhauer, 1926
- Anotylus cephalotes Eppelsheim, 1895
- Anotylus championi Fauvel, 1905
- Anotylus chinkiangensis Bernhauer, 1938
- Anotylus clavatus A. Strand, 1946
- Anotylus clavicornis Fauvel, 1878
- Anotylus clypeonitens Pandellé, 1867
- Anotylus cognatus Sharp, 1874
- Anotylus comorensis Lecoq, 1996
- Anotylus complanatus Erichson, 1839
- Anotylus consanguineus Cameron, 1934
- Anotylus contiguus Cameron, 1942
- Anotylus corcyranus Coiffait, 1968
- Anotylus coriaceus Fauvel, 1889
- Anotylus cornutus Bernhauer, 1936
- Anotylus crassicornis Sharp, 1874
- Anotylus crebratus Schubert, 1906
- Anotylus cribriceps Fauvel, 1878
- Anotylus cribrum Fauvel, 1905
- Anotylus cuernavacanus Bernhauer, 1910
- Anotylus currus Herman, 1970
- Anotylus curticornis Cameron, 1941
- Anotylus curtipennis Lecoq, 1996
- Anotylus darwini Cameron, 1943
- Anotylus darwinianus Cameron, 1943
- Anotylus deceptor Cameron, 1933
- Anotylus decipiens Cameron, 1941
- Anotylus delicatus Cameron, 1943
- Anotylus delopsoideus Herman, 1970
- Anotylus denticollis Wendeler, 1955
- Anotylus dentifer Fauvel, 1878
- Anotylus dentifrons Fauvel, 1904
- Anotylus dilutipennis Fauvel, 1904
- Anotylus discipennis Fauvel, 1877
- Anotylus dispar Lea, 1906
- Anotylus disparatus Cameron, 1928
- Anotylus distincticollis Cameron, 1919
- Anotylus drescheri Cameron, 1936
- Anotylus ebonus Blackwelder, 1944
- Anotylus elephantis Bernhauer, 1936
- Anotylus emeritus Sharp, 1887
- Anotylus exaratus Sharp, 1887
- Anotylus exasperatus Kraatz, 1859
- Anotylus exiguus Erichson, 1840
- Anotylus extensicornis Fauvel, 1905
- Anotylus externus Sharp, 1887
- Anotylus fageli Herman, 1970
- Anotylus fairmairei Pandellé, 1867
- Anotylus falsus Cameron, 1942
- Anotylus flavipennis Kraatz, 1859
- Anotylus forsteri Scheerpeltz, 1960
- Anotylus fortesculpturatus Scheerpeltz, 1965
- Anotylus fortipennis Bernhauer, 1936
- Anotylus foveicollis Scheerpeltz, 1965
- Anotylus fragilis Sharp, 1887
- Anotylus frater Cameron, 1930
- Anotylus fraterculus Cameron, 1928
- Anotylus fraternus Cameron, 1928
- Anotylus frugicola Cameron, 1918
- Anotylus funebris Bernhauer, 1907
- Anotylus fusciventris Cameron, 1945
- Anotylus garambanus Hammond, 1976
- Anotylus gardneri Cameron, 1930
- Anotylus gedyei Bernhauer, 1936
- Anotylus gibbulus Eppelsheim, 1878
- Anotylus glaber Cameron, 1945
- Anotylus glareosus Wollaston, 1854
- Anotylus gracilicornis Cameron, 1928
- Anotylus granadillae Cameron, 1918
- Anotylus grandiceps Bernhauer, 1931
- Anotylus gratus Cameron, 1929
- Anotylus gregarius Sharp, 1889
- Anotylus gridellii Bernhauer, 1927
- Anotylus gughensis Fagel, 1957
- Anotylus hamatus Fairmaire and Laboulbène, 1856
- Anotylus hameedi Abdullah and Qadri, 1970
- Anotylus hamuliger Fauvel, 1905
- Anotylus helcopterus Bernhauer, 1934
- Anotylus henryi Fernando, 1960
- Anotylus herculis Bernhauer, 1936
- Anotylus heterocerus Fauvel, 1904
- Anotylus heterophthalmus Fauvel, 1904
- Anotylus hirtulus Eppelsheim, 1895
- Anotylus holdhausi Bernhauer, 1908
- Anotylus hosodai Ito, 1991
- Anotylus hostilis Bernhauer, 1936
- Anotylus hybridus Eppelsheim, 1878
- Anotylus impennis Fauvel, 1877
- Anotylus impressifrons W. J. MacLeay, 1873
- Anotylus inaequalis Fauvel, 1905
- Anotylus incilis Sharp, 1887
- Anotylus inornatus Cameron, 1928
- Anotylus insecatus Gravenhorst, 1806
- Anotylus insignitus Gravenhorst, 1806
- Anotylus intricatus Erichson, 1840
- Anotylus inustus Gravenhorst, 1806
- Anotylus jacobsoni Cameron, 1928
- Anotylus jamaicensis Blackwelder, 1943
- Anotylus japonicus Cameron, 1930
- Anotylus jarrigei Hammond, 1976
- Anotylus kashmiricus Cameron, 1942
- Anotylus kinangopensis Herman, 2001
- Anotylus kokodanus Cameron, 1939
- Anotylus kraatzi Bernhauer and Schubert, 1911
- Anotylus kraussi Steel, 1954
- Anotylus laetus Cameron, 1930
- Anotylus laevissimus Fauvel, 1905
- Anotylus lateralis Lea, 1906
- Anotylus laticeps Fagel, 1957
- Anotylus laticornis Sharp, 1874
- Anotylus latifrons Sharp, 1887
- Anotylus latiusculus Kraatz, 1859
- Anotylus leleupi Fagel, 1965
- Anotylus lewisius Sharp, 1874
- Anotylus liliputanus Bernhauer, 1936
- Anotylus lippensi Bernhauer, 1943
- Anotylus lobatus Fauvel, 1904
- Anotylus loebli Hammond, 1975
- Anotylus longicornis Fauvel, 1905
- Anotylus lucidus Sharp, 1887
- Anotylus lungwensis Fagel, 1957
- Anotylus luridipennis Luze, 1904
- Anotylus luzonicus Bernhauer, 1936
- Anotylus madecassus Fauvel, 1904
- Anotylus magdalenae Fauvel, 1905
- Anotylus magniceps Wendeler, 1955
- Anotylus mahmoodi Abdullah and Qadri, 1970
- Anotylus malayanus Cameron, 1930
- Anotylus manchuricus Bernhauer, 1939
- Anotylus marginatus Weise, 1877
- Anotylus maritimus Thomson, 1861
- Anotylus marmoratus Cameron, 1950
- Anotylus mashonensis Bernhauer, 1934
- Anotylus meccii Abdullah and Qadri, 1970
- Anotylus medius Cameron, 1941
- Anotylus megacephalus Fauvel, 1904
- Anotylus melas Fauvel, 1877
- Anotylus mendus Herman, 1970
- Anotylus methneri Bernhauer, 1937
- Anotylus micans Kraatz, 1859
- Anotylus micropterus Lea, 1906
- Anotylus micros Scheerpeltz, 1974
- Anotylus miles Cameron, 1928
- Anotylus militaris Bernhauer, 1936
- Anotylus mimulus Sharp, 1874
- Anotylus minutus Cameron, 1929
- Anotylus miriceps Fauvel, 1908
- Anotylus mirus Bernhauer, 1915
- Anotylus misellus Cameron, 1950
- Anotylus mixtus Bernhauer, 1936
- Anotylus modestus Bernhauer, 1936
- Anotylus monodon Fauvel, 1905
- Anotylus monticola Cameron, 1942
- Anotylus mortuorum Bernhauer, 1934
- Anotylus munitus Casey, 1894
- Anotylus mutator Lohse, 1963
- Anotylus myops Fauvel, 1877
- Anotylus myrmecophilus Cameron, 1914
- Anotylus nanus Erichson, 1840
- Anotylus neotomae Hatch, 1957
- Anotylus niger LeConte, 1877
- Anotylus nigripennis Bernhauer, 1936
- Anotylus niobe Fernando, 1959
- Anotylus nitescens Bernhauer, 1942
- Anotylus nitidifrons Wollaston, 1871
- Anotylus nitiduloides Cameron, 1940
- Anotylus nitidulus Gravenhorst, 1802
- Anotylus nitouensis Bernhauer, 1935
- Anotylus novaeguineae Steel, 1956
- Anotylus obliquestriatus Steel, 1956
- Anotylus oblongifer Lea, 1931
- Anotylus obscuratus Cameron, 1928
- Anotylus obscurellus Fauvel, 1905
- Anotylus obscurifrons Fauvel, 1878
- Anotylus obscurus Cameron, 1918
- Anotylus occipitalis Fauvel, 1905
- Anotylus occultus Eichelbaum, 1913
- Anotylus ocularis Fauvel, 1877
- Anotylus okahandjanus Bernhauer, 1934
- Anotylus opacellus Cameron, 1930
- Anotylus opaciceps Bernhauer, 1938
- Anotylus opacicollis Fauvel, 1878
- Anotylus opacifrons Hammond, 1976
- Anotylus opacinus Bernhauer, 1904
- Anotylus pagsanjanensis Bernhauer, 1936
- Anotylus panaonensis Cameron, 1941
- Anotylus papuanus Cameron, 1937
- Anotylus pedator Eichelbaum, 1913
- Anotylus peruvianus Bernhauer, 1941
- Anotylus petzi Bernhauer, 1914
- Anotylus piceicollis Fauvel, 1878
- Anotylus picticornis Fauvel, 1889
- Anotylus placusinus LeConte, 1877
- Anotylus plagiatus Rosenhauer, 1856
- Anotylus planaticollis Bernhauer, 1936
- Anotylus planicollis Scheerpeltz, 1965
- Anotylus plasoni Bernhauer, 1915
- Anotylus plumbeus Fauvel, 1878
- Anotylus pluvius Blackwelder, 1943
- Anotylus politulus Cameron, 1950
- Anotylus politus Erichson, 1840
- Anotylus pumiloides Cameron, 1930
- Anotylus pumilus Erichson, 1839
- Anotylus pusillimus Kraatz, 1859
- Anotylus quadricarinatus Bernhauer, 1934
- Anotylus quadricollis Hammond, 1976
- Anotylus quinquesulcatus Bernhauer, 1908
- Anotylus raffrayi Fauvel, 1905
- Anotylus rhopalocerus Fauvel, 1905
- Anotylus robusticornis Luze, 1904
- Anotylus rubeculus Fauvel, 1878
- Anotylus ruber Cameron, 1930
- Anotylus rubicundus Cameron, 1930
- Anotylus rubidus Cameron, 1930
- Anotylus rufinodis Fauvel, 1878
- Anotylus rufotestaceus Cameron, 1929
- Anotylus rufus Kraatz, 1859
- Anotylus rugicollis Bernhauer, 1904
- Anotylus rugifrons Hochhuth, 1849
- Anotylus rugosus Fabricius, 1775
- Anotylus rugulosus Say, 1831
- Anotylus sanctus Scheerpeltz, 1962
- Anotylus saulcyi Pandellé, 1867
- Anotylus scabrellus Fauvel, 1878
- Anotylus scabripennis Fauvel, 1878
- Anotylus sceptus Herman, 1970
- Anotylus schatzmayri C. Koch, 1937
- Anotylus scorpio Fauvel, 1904
- Anotylus scotti Fagel, 1957
- Anotylus sculptiventris Fauvel, 1904
- Anotylus sculpturatus Gravenhorst, 1806
- Anotylus semipolitus Cameron, 1939
- Anotylus semiruber Cameron, 1927
- Anotylus semirufus Fauvel, 1877
- Anotylus sericeiceps Bernhauer, 1936
- Anotylus serus Herman, 1970
- Anotylus seticornis Fauvel, 1895
- Anotylus sexualis Eppelsheim, 1892
- Anotylus seydeli Fagel, 1957
- Anotylus shafqati Abdullah and Qadri, 1970
- Anotylus sharpi Bernhauer, 1905
- Anotylus sikkimi Fauvel, 1905
- Anotylus simlaensis Cameron, 1930
- Anotylus sobrinus LeConte, 1877
- Anotylus sordidus Cameron, 1930
- Anotylus sparsus Fauvel, 1877
- Anotylus speculiceps Fauvel, 1905
- Anotylus speculifrons Kraatz, 1857
- Anotylus spinicornis Hammond, 1975
- Anotylus spinifer Fauvel, 1878
- Anotylus spinifrons Sharp, 1887
- Anotylus spinosus Bernhauer, 1905
- Anotylus stanleyi Cameron, 1933
- Anotylus stipes Sharp, 1887
- Anotylus striatellus Fauvel, 1878
- Anotylus striaticeps Cameron, 1928
- Anotylus strigiceps Lea, 1906
- Anotylus strigicollis Fauvel, 1898
- Anotylus strigifrons Hochhuth, 1849
- Anotylus strigosulus Sharp, 1887
- Anotylus striolicollis Fauvel, 1905
- Anotylus styricola E. Strand, 1917
- Anotylus subaeneus Fauvel, 1877
- Anotylus subanophtalmicus Outerelo, Gamarra, and Salgado, 1998
- Anotylus subnitidus Bernhauer, 1908
- Anotylus subsculpturatus Cameron, 1928
- Anotylus subsericeus Bernhauer, 1938
- Anotylus subtilis Eppelsheim, 1892
- Anotylus sulciceps Bernhauer, 1936
- Anotylus sulcicollis Gemminger and Harold, 1868
- Anotylus sulcifer Fauvel, 1891
- Anotylus sumatranus Scheerpeltz, 1933
- Anotylus sumatrensis Bernhauer, 1928
- Anotylus suspectus Casey, 1894
- Anotylus sutteri Scheerpeltz, 1957
- Anotylus syriacus Eppelsheim, 1881
- Anotylus szechuanensis Bernhauer, 1934
- Anotylus tardus Herman, 1970
- Anotylus tasneemae Abdullah and Qadri, 1970
- Anotylus tenuesculpturatus Scheerpeltz, 1965
- Anotylus tenuicornis Fauvel, 1905
- Anotylus tenuistrigosus Bernhauer, 1936
- Anotylus testaceicollis Bernhauer, 1939
- Anotylus testaceus Motschulsky, 1857
- Anotylus tetracarinatus Block, 1799
- Anotylus tetratoma Czwalina, 1870
- Anotylus tinchialitensis Steel, 1954
- Anotylus tolaensis Fagel, 1957
- Anotylus torretassoi C. Koch, 1932
- Anotylus toxopei Cameron, 1952
- Anotylus transversipennis (Scheerpeltz, 1978)[3]
- Anotylus trisulcicollis Lea, 1906
- Anotylus tuberculatus Lea, 1906
- Anotylus tunariensis Scheerpeltz, 1960
- Anotylus turneri Bernhauer, 1934
- Anotylus uncifer Fauvel, 1905
- Anotylus urundianus Cameron, 1956
- Anotylus ussuricus Tikhomirova, 1973
- Anotylus varius Fauvel, 1877
- Anotylus vegrandis Casey, 1894
- Anotylus v-elevatus Lea, 1906
- Anotylus viator Fauvel, 1905
- Anotylus vicinus Sharp, 1874
- Anotylus vilis Sharp, 1887
- Anotylus vinsoni Cameron, 1936
- Anotylus vulcanus Fauvel, 1905
- Anotylus wattsensis Blackburn, 1902
- Anotylus witteanus Cameron, 1950
- Anotylus zavadili Roubal, 1941